# Sista måltid
En sista måltid är en måltid som ordningsmakten brukar erbjuda den som är dömd till döden, ofta tillsammans med religiösa riter. Den dömde får ofta rätt att begära vilken måltid som helst, inom rimliga gränser. I USA varierar bestämmelserna mellan delstaterna. Alkoholdrycker brukar inte tillåtas till den sista måltiden i USA, medan dödsdömda i exempelvis Taiwan regelmässigt serveras en flaska sprit med hög alkoholhalt. Adolf Eichmann nekade till en sista måltid men drack en halv flaska israeliskt Carmel.
I medeltidens Europa hade den sista måltiden en viktig symbolisk betydelse, som en försoningsgest.